# Alessia Macchi
Alessia Macchi (16 de mayo de 2004) es una deportista italiana que compite en natación sincronizada. Ganó cinco medallas en el Campeonato Europeo de Natación, en los años 2024 y 2025.

## Palmarés internacional
| Campeonato Europeo | Campeonato Europeo | Campeonato Europeo | Campeonato Europeo |
| Año                | Lugar              | Medalla            | Prueba             |
| ------------------ | ------------------ | ------------------ | ------------------ |
| 2024               | Belgrado (Serbia)  | Medalla de plata   | Equipo libre       |
| 2024               | Belgrado (Serbia)  | Medalla de bronce  | Equipo técnico     |
| 2024               | Belgrado (Serbia)  | Medalla de bronce  | Rutina acrobática  |
| 2025               | Funchal (Portugal) | Medalla de oro     | Rutina acrobática  |
| 2025               | Funchal (Portugal) | Medalla de plata   | Equipo libre       |